# Governo Emílio Médici
O Governo Emílio Médici teve inicio em 30 de outubro de 1969, após o general vencer a Eleição presidencial de 1969, eleição disputada de forma indireta, tornando se o 28º Presidente do Brasil; e terminou em 31 de janeiro de 1974, passando o cargo para Ernesto Geisel. 
Seu mandato foi marcado pelo Milagre econômico brasileiro, período de crescimento recorde para o país, porem, foi marcado também pela luta armada contra a ditadura militar, notavelmente a Guerrilha do Araguaia e sequestros de embaixadores e do Voo 114, varios projetos de desenvolvimento foram criados, como o POLAMAZÔNIA, PRORURAL, POLONORDESTE, Projeto Rondon entre outros. 
No seu mandato, o PIB brasileiro cresceu em média 11,9%, a maior taxa de crescimento da era republicana.

## Eleição indireta de 1969
Médici exigiu que, para sua posse na presidência, o Congresso Nacional fosse reaberto. E assim foi feito: em 25 de outubro de 1969, Emílio Garrastazu Médici teve a escolha como presidente da república sacramentada por uma sessão conjunta do Congresso Nacional, obtendo 293 votos, com 75 abstenções.

## Presidência

### Posse

Posse de Médici como Presidente da República, 1969. Arquivo Nacional.

Tomou posse no dia 30 de outubro de 1969, tendo consciência do caráter de exceção do regime e prometendo restabelecer a democracia até o final de sua gestão, o que não ocorreu.

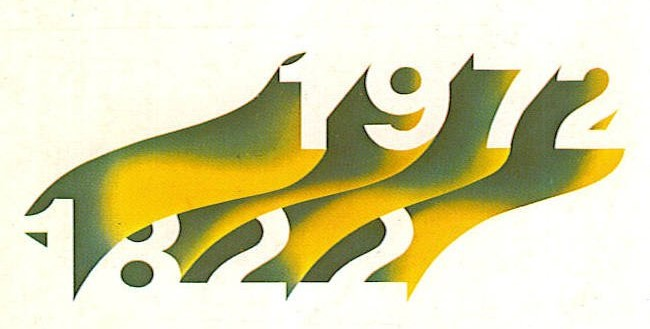
Logo do Sesquicentenário da Independência do Brasil, 1972.

Médici, ao contrário dos presidentes anteriores (Castelo Branco e Costa e Silva) e de seu sucessor, Geisel, não cassou mandato eleitoral de nenhum político, conforme Delfim Neto, seu ministro da Fazenda, declarou à revista Isto É:
| “ | Quando entrou o Geisel, o problema dele era o seguinte:‘o que é que vão dizer de mim se eu fizer um governo pior que o do Médici?’. Ele tinha sempre que dizer que o carrasco era o Médici. Mas Médici nunca fechou o Congresso, nunca cassou deputado, coisa que o Geisel fez à vontade. | ” |

## Política Interna

#### Eleições
Nas duas eleições ocorridas durante seu governo, a Arena, partido de sustentação da ditadura militar, saiu amplamente vitoriosa, fazendo, em 1970, 19 senadores contra 3 do MDB e, em 1972, elegendo quase todos os prefeitos e vereadores do Brasil. Os três ministros mais importantes de seu governo, que tinham grande autonomia, eram Delfim Neto, que comandava a economia, João Leitão de Abreu, como coordenador político, e Orlando Geisel, que comandava o combate à chamada subversão.

### Economia
O seu governo também ficou marcado por excepcional crescimento econômico, que ficou conhecido como o Milagre Brasileiro. Houve grande ascensão da classe baixa e da classe média. Cresceu muito o consumo de bens duráveis e a produção de automóveis, tornando-se comuns, nas residências, o televisor e a geladeira. Em 1972, passou a funcionar a televisão a cores no Brasil.
Crescimento econômico recorde, inflação baixa e projetos desenvolvimentistas como o Programa de Integração Nacional (PIN), que permitiu a construção das rodovias Santarém-Cuiabá, a Perimetral Norte, a Transamazônica e a Ponte Rio-Niterói, além de grandes incentivos fiscais à indústria e à agricultura, que foram a tônica do período. Assim, os ministros mais famosos do governo Médici foram o da Fazenda, Delfim Netto, e o dos Transportes, Mário Andreazza, além de Jarbas Passarinho, devido ao Mobral. Nessa época, também foram construídas casas populares através do BNH. 
No seu governo, concluiu-se o acordo com o Paraguai para a construção da Usina Hidrelétrica de Itaipu Binacional, à época a hidrelétrica de maior potência instalada do mundo e até hoje a recordista planetária em produtividade. O custo do projeto (US$ 3 bilhões) seria assumido inteiramente pelo Brasil através de financiamentos, a parte do Paraguai seria paga com a exportação de eletricidade para o Brasil.

### Propaganda e liberdade de imprensa
Médici governou sob a Constituição de 1967, que havia sido alterada pela junta militar de 1969 alguns meses antes de sua posse, para ser ainda mais repressiva do que sua antecessora. Seu regime fez uso liberal de tortura e restrita censura à imprensa. A Importação das revistas masculinas Playboy, Penthouse e Lui, assim como a revista alemã de notícias Der Spiegel, foram proibidas porque ofenderam "a moral e o comportamento adequado".
Pelo menos dois fatos fizeram de Médici um dos mais incomuns presidentes da ditadura militar, inaugurada em 1964: a utilização maciça de propaganda, com gasto de milhões de cruzeiros, estimulando o patriotismo como apoio à ditadura militar, como, por exemplo, a criação do slogan "Brasil, ame-o ou deixe-o"; Na reabertura, por ordem de Médici, do Congresso Nacional em 1969, o líder do Governo, Daniel Krieger, renunciou, substituído pelo senador Filinto Müller (em seguida presidente do Congresso Nacional e da Arena), ex-participante e desertor da Coluna Prestes, ex-chefe de Polícia do Rio de Janeiro durante o Estado Novo (prendendo Olga Benário Prestes por ordem de Getúlio Vargas), ex-líder do PSD no Senado durante o governo Juscelino Kubitschek.

### Política Social
No campo social, foi criado o PIS/PASEP e o Programa de Assistência Rural (PRORURAL), ligado ao FUNRURAL, que previa benefícios de aposentadoria e o aumento dos serviços de saúde, antes escassos aos trabalhadores rurais. Foi feita uma grande campanha de alfabetização de adultos através do MOBRAL e outra para a melhoria das condições de vida na Amazônia, com a participação de jovens universitários, o chamado Projeto Rondon. Esse projeto foi reativado em 19 de janeiro de 2005. Em 1970, criou o Instituto Nacional de Colonização e Reforma Agrária (INCRA) e o Departamento de Ensino e Pesquisa do Exército (DEP), atualmente nomeado de Departamento de Educação e Cultura do Exército (DECEx). Entre outros programas de desenvolvimento social que surgiram no seu governo, estão: Programa de Redistribuição de Terras e de Estímulo à Agroindústria do Norte e Nordeste - PROTERRA (1971); Programa Especial para o Vale do São Francisco - PROVALE (1972); Programa de Polos Agropecuários e Agrominerais da Amazônia - POLAMAZÔNIA (1974); Programa de Desenvolvimento de Áreas Integradas do Nordeste - POLONORDESTE (1974).
Em 1972, foi comemorado o Sesquicentenário da Independência do Brasil, sendo trazidos de Lisboa para São Paulo os restos mortais do Imperador D. Pedro I. Nesse mesmo ano, criou a Ordem de Precedência no Brasil. e no ano seguinte assinou a Lei de Registros Públicos.

### Combate às guerrilhas
O governo Médici foi responsável pela eliminação das guerrilhas comunistas rurais e urbanas. Ancorada pelo Ato Institucional nº 5, de dezembro de 1968, a repressão às manifestações populares e às guerrilhas foi bastante pesada. A resistência passou a ser armada, com assaltos aos bancos para obter esse artifício; atentados contra militares; sequestros de autoridades e treinamento de guerrilhas.
Segundo o relatório confidencial produzido pelo Centro de Segurança e Informação da Aeronáutica, em 9 de março de 1972 indica que o presidente Emílio Médici sofreria um atentado a bomba em encontro que teria no Rio com os presidentes da Argentina e do Uruguai. Outro documento do CISA mostra que o ministro da Justiça do governo Costa e Silva, Gama e Silva, também seria alvo de atentado.
O governo reagiu com mão de ferro e a repressão endureceu. Foi centralizado o comando da polícia política dentro do exército e passou-se à ofensiva. O comando da repressão foi dado ao ministro do exército, Orlando Geisel, prevalecendo sobre a administração civil, Marinha e Aeronáutica. Em setembro de 1970 foram criados os Destacamentos de Operação de Informação - DOIs.
As denúncias de tortura contra o governo aumentaram: haviam sido 308 entre 1964 e 1968, passaram a 1027 em 1969 e 1206 em 1970. O estudante guerrilheiro de Extrema-esquerda Chael Charles Schreier, integrante da organização armada VAR-Palmares, abriu intenso tiroteio contra a polícia e foi preso em novembro de 1969, sendo vítima de tortura no Quartel da Polícia do Exército e que o Hospital Central do Exército não aceitou que desse entrada como "vivo". Daí se iniciou a política dos "desaparecidos", os corpos dos mortos sob tortura não eram mais entregues aos familiares, desapareciam. O guerrilheiro comunista Mário Alves de Souza Vieira, especialista em comunicação pela Escola Lênin à época da União Soviética, foi o primeiro desaparecido, em 17 de janeiro de 1970: na véspera, marcou "reunião do Comitê Central, destinada a reavaliar as ações armadas" de seu partido. O Governo Humberto de Alencar Castelo Branco o havia prendido em 1964 e libertado em 1965 mediante habeas corpus. Em 1966, professava  a violência por armas na "Corrente Revolucionária" (o golpismo) fraturando o PCB e teve seus direitos políticos cassados por 10 anos. Mas entre 11 e 12 de abril de 1968, "favorável a uma estratégia de luta armada", fundou o Partido Comunista Brasileiro Revolucionário, enfim dissidência golpista do PCB, cuja resolução inaugural previa "deflagração da guerrilha urbana e rural", daí sendo procurado por diversas autoridades policiais e militares. Segundo Jacob Gorender, Mário Alves era visto no Partido Comunista Brasileiro tal um golpista contra o partido. Também em 1970, quatro outros cidadãos desapareceriam, todos vistos em dependências do exército. Em 1970 foram mortas 29 pessoas ligadas às organizações armadas, em 1971 foram 46.
Sequestros de embaixadores pelas guerrilhas
- set./1969: embaixador dos EUA, Charles Burke Elbrick, numa operação conjunta da ALN e do MR8
- mar./1970: cônsul do Japão em São Paulo, Nobuo Okishi, pela Vanguarda Popular Revolucionária (VPR)
- jun./1970: embaixador da República Federal da Alemanha, Ehrenfried von Holleben, no Rio de Janeiro, pela ALN e pela VPR
- dez.1970: embaixador da Suíça, Giovanni Enrico Bucher, no Rio de Janeiro, pela ALN e pela VPR

Grupos guerrilheiros debelados no período
- 1966-1971: Vanguarda Popular Revolucionária (VPR)
- 1967-1969: Comando de Libertação Nacional (COLINA)
- 1967-1972: Movimento Revolucionário Oito de Outubro (MR8)
- 1967-1973: Ação Libertadora Nacional (ALN)
- 1969-1972: Vanguarda Armada Revolucionária Palmares (VAR-Palmares)
- 1970-1971: Movimento de Libertação Popular (Molipo)

## Política Externa

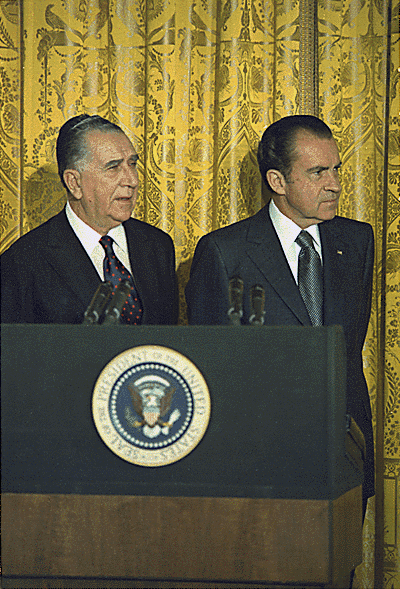
Médici e Richard Nixon

#### Estados Unidos
Em dezembro de 1971, esteve em visita aos Estados Unidos, queria uma visita com alto simbolismo: recepção por Nixon na base aérea de Andrews, transporte de helicóptero à Casa Branca, discurso conjunto no congresso (algo concedido anteriormente a João Goulart) e a presença de Nixon em um jantar na embaixada brasileira. O cerimonial norte-americano recusou e a solução encontrada foi a estadia de uma noite em Camp David sem a presença do anfitrião, dois encontros com Nixon e um almoço com o vice-presidente. Durante as conversas entre os presidentes, no salão oval da Casa Branca, a única testemunha foi Vernon Walters, ex-embaixador no Brasil, como intérprete.
Médici ofereceu apoio clandestino para derrubar o governo de Fidel Castro em Cuba, enquanto Nixon ofereceu fundos para ajudar a derrubar Salvador Allende no Chile. O único assunto concreto das conversas foi o pedido de Médici que se promovesse Arthur Moura a general, o que Nixon prontamente concedeu. Aspectos relacionados a volta da democracia no Brasil não foram tratados pelos governantes, só pelos jornais, mas receberam pouca atenção.

### Hidrelétrica de Itaipu
Em 1973, o acordo entre o Brasil e o Paraguai para a construção da Hidrelétrica de Itaipu seria concluído. Porem, a vitória aos peronistas na Argentina mudou os rumos políticos do país. O governo brasileiro passou apressar a elaboração do tratado com o Paraguai sem participação argentina. Ao mesmo tempo, na Argentina uma onda de protestos, com base em laudos técnicos que sustentavam que o local escolhido impediria a Argentina de aproveitar os saltos de Corpus, em seu território, de forma integral.
Em abril, durante a visita oficial do presidente do Paraguai, Alfredo Stroessner, ao Brasil, os dois países firmaram o tratado constituindo a empresa Itaipu Binacional, destinada a construir e explorar a hidrelétrica. No mês de agosto, Brasil e Paraguai ratificaram em Assunção o Tratado de Itaipu e anunciaram o início da construção da hidrelétrica. 

### Portugal
Em maio, Médici viajou oficialmente Portugal, em encontro com o presidente Américo Tomás e o primeiro-ministro Marcelo Caetano, o Brasil opôs-se à criação de uma zona de livre comércio com Portugal, considerando prejudicial à sua política em relação à Aliança Latino-Americana de Livre Comércio (ALALC).

### Bolívia
O ministro Gibson Barbosa concluiu com a Bolívia negociações para a construção de um gasoduto entre Santa Cruz de la Sierra e Paulínia.

### Cuba
Na OEA, o Brasil manifestou-se contra a volta de Cuba a organização, com base na justificativa de que o regime cubano não mudaria sua atitude em relação ao sistema interamericano.

### Chile
Em 13 de setembro de 1973, dois dias após o golpe de Estado no Chile, o Brasil reconheceu a junta militar chilena que tomou o poder. Segundo Veja, a posição brasileira teria sido uma decisão pessoal de Médici.